# Irish Open 2004
Die Irish Open 2004 im Badminton fanden vom 8. bis zum 12. Dezember 2004 in Lisburn statt.

## Medaillengewinner
| Disziplin    | Gold                                         | Silber                       | Bronze                                |
| ------------ | -------------------------------------------- | ---------------------------- | ------------------------------------- |
| Herreneinzel | Joachim Persson                              | Per-Henrik Croona            | Ville Lång                            |
| Herreneinzel | Joachim Persson                              | Per-Henrik Croona            | Andrew Dabeka                         |
| Dameneinzel  | Petya Nedelcheva                             | Elizabeth Cann               | Susan Hughes                          |
| Dameneinzel  | Petya Nedelcheva                             | Elizabeth Cann               | Anna Rice                             |
| Herrendoppel | Ruben Gordown Khosadalina Aji Basuki Sindoro | Bertrand Gallet Mihail Popov | Erwin Kehlhoffner Thomas Quéré        |
| Herrendoppel | Ruben Gordown Khosadalina Aji Basuki Sindoro | Bertrand Gallet Mihail Popov | Jean-Michel Lefort Svetoslav Stoyanov |
| Damendoppel  | Pernille Harder Helle Nielsen                | Chor Hooi Yee Lim Pek Siah   | Ella Tripp Joanne Wright              |
| Damendoppel  | Pernille Harder Helle Nielsen                | Chor Hooi Yee Lim Pek Siah   | Jenny Day Kelly Matthews              |
| Mixed        | Ruben Gordown Khosadalina Kelly Matthews     | Jordy Halapiry Eva Krab      | Jacob Chemnitz Line Reimers           |
| Mixed        | Ruben Gordown Khosadalina Kelly Matthews     | Jordy Halapiry Eva Krab      | Chris Langridge Caroline Westley      |